# Stizorhina
Stizorhina (лат.) — род птиц семейства дроздовых. Представители рода распространены в Африке.

## Виды
В состав рода включают два вида:
| Изображение | Русское название                   | Научное название   | Распространение |
| ----------- | ---------------------------------- | ------------------ | --- |
|             | Дроздовая горихвостка Финша        | Stizorhina finschi | Сьерра-Леоне, Либерия, Гана, Бенин и Нигерия |
|             | Коротколапая дроздовая горихвостка | Stizorhina fraseri | Ангола, Камерун, Центральноафриканская Республика, Республика Конго, Демократическая Республика Конго, Экваториальная Гвинея, Габон, Нигерия, Южный Судан, Уганда, Замбия |

Эти два вида ранее относили к роду Neocossyphus, были переведены в восстановленный род Stizorhina.